# Honam
Honam (pronunciación en coreano: /ho.nam/; literalmente "al sur del lago") es una región que coincide con la antigua provincia de Jeolla en lo que ahora es Corea del Sur. Hoy, abarca a las provincias de Jeolla del Sur y Jeolla del Norte y a la ciudad metropolitana de Gwangju. El nombre "Jeonla-do" se usa en los nombres de la línea ferroviaria de Honam y la Autopista de Honam, que son los principales corredores de transporte que conectan Seúl y Daejeon con la región. El nombre se usa a menudo para referirse a las personas que residen en la región. También está la Universidad de Honam, que se encuentra en Gwangju, la ciudad más grande de la región.